# Power (travhäst)
Power, född 24 maj 2016, är en svensk varmblodig travhäst. Han tränas och körs av Robert Bergh, verksam vid Åbytravet utanför Göteborg. Han ägs av In the Zone AB som bland andra Svante Stockselius står bakom.
Power började tävla i februari 2019 och tog sin första seger i den andra starten. Han har till januari 2021 sprungit in 9,4 miljoner kronor på 31 starter varav 14 segrar, 7 andraplatser och 1 tredjeplats. Han har tagit karriärens hittills största segrar i Svenskt Trav-Kriterium (2019), Grand Prix l'UET (2020) och Prix de Croix (2021). Han har även segrat i Margaretas Tidiga Unghästserie (2019) och Nahars Lopp (2019).
Han utsågs till "Årets 3-åring" (2019).

## Karriär

### Tiden som unghäst
Power debuterade på tävlingsbanan den 27 februari 2019 i ett treåringslopp på Åbytravet. I loppet slutade han på andraplats. Hans första seger kom i karriärens andra start i ett treåringslopp på Mantorpstravet den 4 mars 2019. Han tog flera segrar under sommaren 2019, bland annat i Margaretas Tidiga Unghästserie den 2 juli och Nahars Lopp den 23 augusti 2019. I Nahars Lopp travade han nytt svenskt rekord med tiden 1.13,3 över 2640 meter.
Power segrade i Svenskt Trav-Kriterium den 29 september 2019 på Solvalla.
Säsongen 2020 årsdebuterade Power den 4 april med en andraplats i Derby Trial på Jägersro, slagen av Upset Face. Han kom på fjärdeplats i Konung Gustaf V:s Pokal den 9 maj på Åbytravet. Årets första seger kom först i den sjätte årsstarten, den 25 augusti 2020 i ett uttagningslopp till Svenskt Travderby. I Derbyfinalen blev han oplacerad. Han var snart tillbaka i vinnarcirkeln då han den 16 oktober 2020 segrade i Grand Prix l'UET (Europaderbyt) på Vincennesbanan utanför Paris, efter att ledande storfavoriten Ecurie D. galopperat över upploppet.
Power tog en ny seger i Frankrike den 16 januari 2021 då han vann Prix de Croix, där han kördes av den franske kusken Éric Raffin. Tre dagar efter segern i Prix de Croix meddelade Robert Bergh att Power ska starta i 2021 års upplaga av Prix d'Amérique den sista söndagen i januari, och att han själv ska köra honom i loppet. I loppet tog han tidigt hand om ledningen med släppte den sedan till Bahia Quesnot och hamnade till slut tredje invändigt utan fritt spurtutrymme över upploppet. Han slutade oplacerad.

## Statistik

### Starter
| Nr | Datum             | Lopp                                           | Bana       | Kusk              | Tid     | Distans | Plac. | Vinstbelopp   |
| -- | ----------------- | ---------------------------------------------- | ---------- | ----------------- | ------- | ------- | ----- | ------------- |
| -  | 15 november 2018  | Kvallopp                                       | Åby        | Robert Bergh      | 1.20,1  | 2 140 m | gdk   | 0 SEK         |
| 1  | 27 februari 2019  | Treåringslopp                                  | Åby        | Robert Bergh      | 1.18,6  | 2 140 m | 2     | 30 000 SEK    |
| 2  | 4 mars 2019       | Svensk Travsports Unghästserie - Treåringslopp | Mantorp    | Robert Bergh      | 1.18,7  | 2 140 m | 1     | 50 000 SEK    |
| 3  | 27 mars 2019      | Treåringslopp                                  | Åby        | Stefan Söderkvist | 1.17,6  | 2 140 m | 1     | 60 000 SEK    |
| 4  | 12 april 2019     | Norrlands Elitserie, Försök                    | Umåker     | Robert Bergh      | 1.15,4a | 2 140 m | 2     | 50 000 SEK    |
| 5  | 7 maj 2019        | Margaretas Tidiga Unghästserie                 | Solvalla   | Robert Bergh      | 1.15,0a | 2 140 m | 5     | 24 000 SEK    |
| 6  | 24 maj 2019       | Treåringslopp Hingstar/Valacker                | Solvalla   | Björn Goop        | 1.12,9a | 2 140 m | 1     | 200 000 SEK   |
| 7  | 16 juni 2019      | Uttagning E3 - Hingstar/Valacker               | Gävle      | Robert Bergh      | 1.13,0a | 2 140 m | 5     | 8 500 SEK     |
| 8  | 2 juli 2019       | Margaretas Tidiga Unghästserie                 | Solvalla   | Robert Bergh      | 1.12,8a | 2 140 m | 1     | 300 000 SEK   |
| 9  | 18 juli 2019      | Norrlands Elitserie, Final                     | Bergsåker  | Robert Bergh      | 1.12,3a | 2 140 m | 2     | 100 000 SEK   |
| 10 | 10 augusti 2019   | Åby Stora Treåringspris                        | Åby        | Robert Bergh      | 1.13,1a | 2 140 m | 1     | 125 000 SEK   |
| 11 | 23 augusti 2019   | Nahars Lopp                                    | Bergsåker  | Robert Bergh      | 1.13,3  | 2 640 m | 1     | 250 000 SEK   |
| 12 | 17 september 2019 | Uttagningslopp till Svenskt Trav-Kriterium     | Solvalla   | Robert Bergh      | 1.14,0a | 2 640 m | 1     | 150 000 SEK   |
| 13 | 29 september 2019 | Svenskt Trav-Kriterium                         | Solvalla   | Robert Bergh      | 1.13,0a | 2 640 m | 1     | 4 000 000 SEK |
| 14 | 27 oktober 2019   | Breeders' Crown - Treåriga H/V - Semifinal     | Solvalla   | Robert Bergh      | 1.12,3a | 2 140 m | 1     | 200 000 SEK   |
| 15 | 10 november 2019  | Breeders' Crown - Treåriga H/V - Final         | Eskilstuna | Robert Bergh      | 1.13,2a | 2 140 m | 0     | 500 SEK       |
| 16 | 4 april 2020      | Derby Trial 2020                               | Jägersro   | Robert Bergh      | 1.15,8a | 2 640 m | 2     | 75 000 SEK    |
| 17 | 24 april 2020     | Uttagningslopp Konung Gustaf V:s Pokal         | Åby        | Robert Bergh      | 1.12,7a | 2 140 m | 2     | 62 500 SEK    |
| 18 | 9 maj 2020        | Konung Gustaf V:s Pokal                        | Åby        | Robert Bergh      | 1.11,7a | 2 140 m | 4     | 120 000 SEK   |
| 19 | 16 maj 2020       | Ina Scots Ära                                  | Mantorp    | Robert Bergh      | 1.13,0a | 2 140 m | 5     | 18 500 SEK    |
| 20 | 8 augusti 2020    | Ragnar Thorngrens Minne                        | Åby        | Robert Bergh      | 1.11,0a | 2 140 m | 2     | 110 000 SEK   |
| 21 | 25 augusti 2020   | Uttagningslopp - Svenskt Travderby 2020        | Jägersro   | Per Lennartsson   | 1.13,4a | 2 640 m | 1     | 200 000 SEK   |
| 22 | 6 september 2020  | Svenskt Travderby                              | Jägersro   | Per Lennartsson   | 1.13,4a | 2 640 m | 0     | 500 SEK       |
| 23 | 27 september 2020 | Uttagningslopp till Grand Prix l'UET 2020      | Solvalla   | Robert Bergh      | 1.11,9a | 2 140 m | 2     | 100 000 SEK   |
| 24 | 7 oktober 2020    | S:t Leger - Fyraåringslopp                     | Åby        | Robert Bergh      | 1.13,8  | 3 180 m | 1     | 125 000 SEK   |
| 25 | 16 oktober 2020   | Grand Prix l'UET                               | Vincennes  | Robert Bergh      | 1.11,2a | 2 100 m | 1     | 2 094 360 SEK |
| 26 | 25 oktober 2020   | Breeders' Crown - Fyraåriga H/V - Semifinal    | Solvalla   | Robert Bergh      | 1.12,0a | 2 140 m | 1     | 200 000 SEK   |
| 27 | 8 november 2020   | Breeders' Crown - Fyraåriga H/V - Final        | Eskilstuna | Örjan Kihlström   | 1.11,7a | 2 140 m | 5     | 128 000 SEK   |
| 28 | 27 november 2020  | Solvalla Grand Prix                            | Solvalla   | Robert Bergh      | 1.12,0a | 2 140 m | 3     | 68 000 SEK    |
| 29 | 27 december 2020  | Critérium Continental                          | Vincennes  | Robert Bergh      | 1.11,9a | 2 100 m | 5     | 89 010 SEK    |
| 30 | 16 januari 2021   | Prix de Croix                                  | Vincennes  | Éric Raffin       | 1.16,2  | 2 850 m | 1     | 458 676 SEK   |
| 31 | 31 januari 2021   | Prix d'Amérique                                | Vincennes  | Robert Bergh      | TBA     | 2 700 m | 0     | 0 SEK         |